# Barbados na Letnich Igrzyskach Olimpijskich 1976
Barbados na Letnich Igrzyskach Olimpijskich 1976 reprezentowało 11 sportowców – 9 mężczyzn i 2 kobiety. Chorążym reprezentacji była Lorna Forde.

## Skład kadry

### Kolarstwo
Kolarstwo torowe
Mężczyźni
- Stanley Smith
  - Sprint – odpadł w 3 rundzie eliminacji

- Hector Edwards
  - 1000 m ze startu zatrzymanego – 18. miejsce

### Lekkoatletyka
Mężczyźni
- Pearson Jordan
  - Bieg na 100 m (odpadł w 2 rundzie eliminacji)

- Rawle Clarke
  - Bieg na 200 m (odpadł w 1 rundzie eliminacji)

- Hamil Grimes
  - Bieg na 400 m (odpadł w 2 rundzie eliminacji)

- Orlando Greene
  - Bieg na 800 m (odpadł w 1 rundzie eliminacji)

- Pearson Trotman
Hamil Grimes
Rawle Clarke
Pearson Jordan
  - Sztafeta 4 × 100 m – 18. miejsce

- Victor Gooding
Orlando Greene
Hamil Grimes
Harcourt Wason
  - Sztafeta 4 × 400 m – 14. miejsce

Kobiety
- Lorna Forde
  - Bieg na 100 m (odpadła w 1 rundzie eliminacji)
  - Bieg na 400 m (odpadła w 1 rundzie eliminacji)

- Freida Nicholls-Davy
  - Bieg na 200 m (odpadła w 1 rundzie eliminacji)